# Токарівка (Херсонський район)
Токарі́вка — село в Україні, у Дар'ївській сільській громаді Херсонського району Херсонської області. Населення становить 1354 осіб.

## Населення
Згідно з переписом УРСР 1989 року чисельність наявного населення села становила 1259 осіб, з яких 602 чоловіки та 657 жінок.
За переписом населення України 2001 року в селі мешкало 1354 особи.

### Мовний склад
Рідна мова населення за даними перепису 2001 року:
| Мова       | Кількість | Відсоток |
| ---------- | --------- | -------- |
| українська | 1265      | 93.43%   |
| російська  | 87        | 6.42%    |
| білоруська | 2         | 0.15%    |
| Усього     | 1354      | 100%     |

## Храми
- Ольгинський храм УПЦ МП